# 12259 Szukalski
A 12259 Szukalski (ideiglenes jelöléssel 1989 SZ1) a Naprendszer kisbolygóövében található aszteroida. Eric Walter Elst fedezte fel 1989. szeptember 26-án.